# Permastink
Permastink is een hardnekkige geur op kleding, die niet verdwijnt met het wassen.
De bron is een microbioom, dat zich in de loop der tijd ontwikkelt in de wasmachine, en niet verwijderd wordt met wassen op lagere temperaturen, noch met de wasmiddelen zonder bleekmiddel. Bacteriën gaan in de vezels van de (vaak synthetische) kleding zitten, wat een onaangename geur kan veroorzaken.
De bacteriën komen via gedragen kleding in de wasmachine terecht, en vormen een biofilm in de machine, terwijl deze bacteriën een hogere resistentie hebben tegen moderne wasmiddelen.